# Rochefort
Rochefort (Рошфор) — торговельна марка бельгійського траппістського пива, що виробляється на території однойменного абатства, розташованого поблизу містечка Рошфор у бельгійській провінції Намюр. За обсягами виробництва (180 тис.дал. пива на рік) є однією з найменш розповсюджених серед семи торговельних марок траппістського пива, чиї сукупні обсяги виробництва сягають 4,6 мільйонів декалітрів на рік. 

## Історія

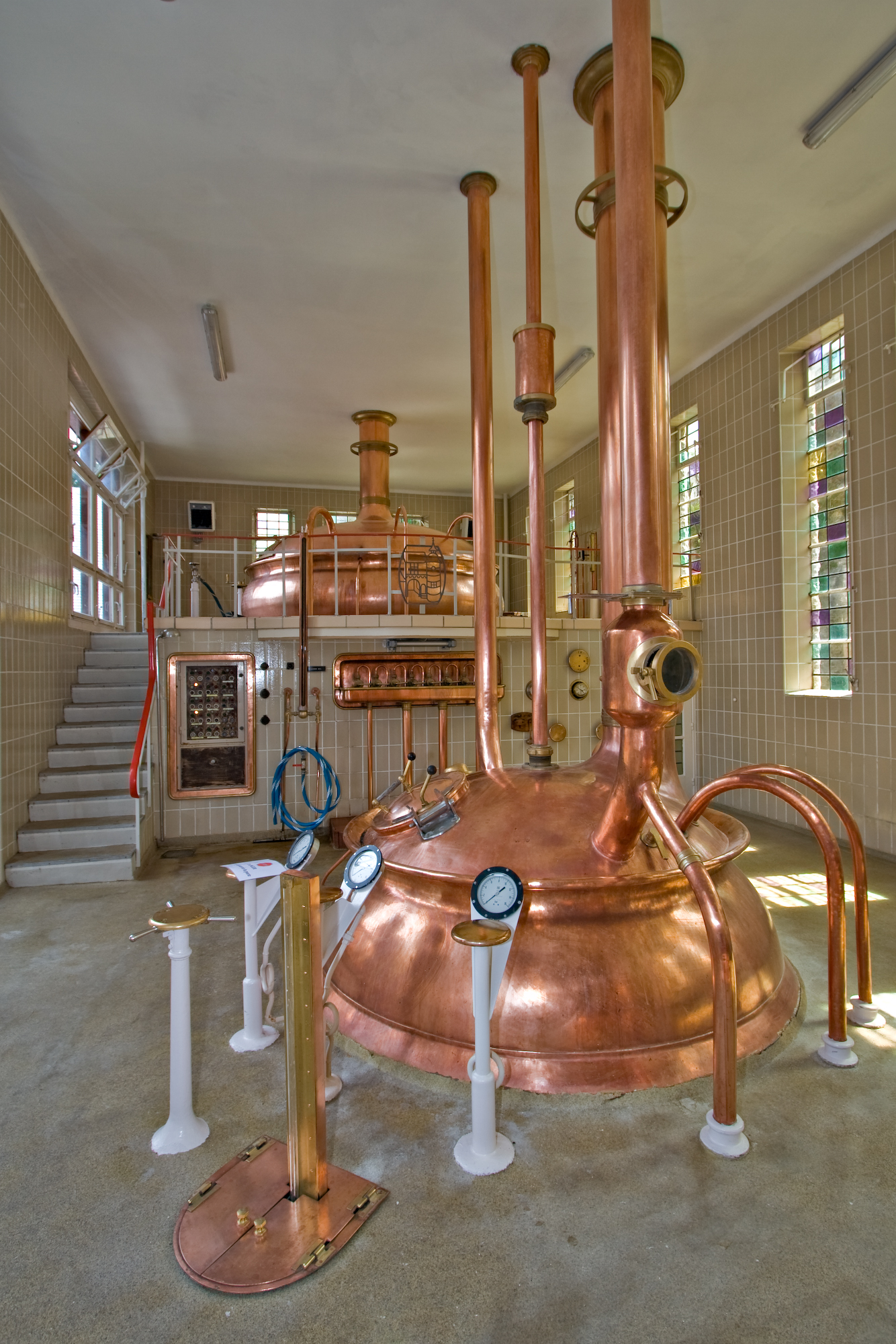
Броварня абатства Рошфор

Абатство Рошфор було засноване на початку XIII сторіччя як жіночий монастир цистерціанського ордену. Пізніше чорниці залишили обитель і монастир був заселений монахами. Перші згадки про пивоварне виробництво датуються 1595 роком, від якого деякі джерела ведуть історію пива Rochefort, хоча його новітня історія розпочалася значно пізніше.  
Згодом монастир неодноразово потрапляв в епіцентр збройних конфліктів та розграбовувся. Врешті-решт під час подій Французької революції землі навколо монастиря були зайняті французькою революційною армією, монастир було зруйновано і на його місці було збудовано ферму.
Нова історія монастиря почалася 1887 року, коли його землі були придбані монахами траппістського монастиря Ахел і на них були збудовані нові монастирські будівлі. Невдовзі по тому було відновлене і пивоваріння. Довгий час пиво в абатстві Рошфор вироблялося дуже малими обсягами та виключно для власного споживання монахами. Вільний продаж пива Rochefort почався лише 1952 року, після чого цей напій швидко знайшов своїх прихільників.
Наприкінці грудня 2010 року абатство Рошфор постраждало від пожежі, броварня монастиря від вогню пошкоджень не зазнала. Подія знайшла відображення в міжнародних новинах саме через широку популярність пива, що виробляється абатством.
Як і у випадку інших траппістських броварень, доходи від продажів пива Rochefort продовжують традиційно спрямовуватися на забезпечення фінансових потреб абатства та благодійність.

## Асортимент пива

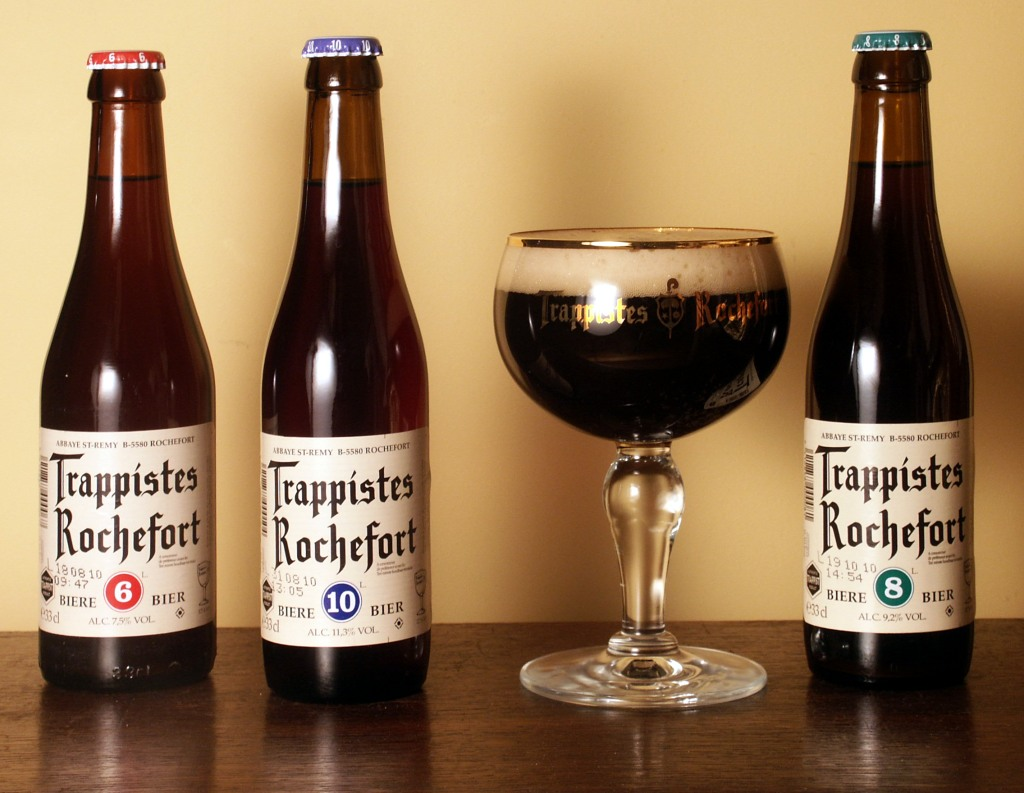
Увесь асортимент пива Rochefort з фірмовим келихом.

Комерційний асортимент пива Rochefort включає три сорти траппістського пива. Сорти розрізняються числами, зазначеними у назві, втім ці числа не мають безпосереднього відношення ані до вмісту алкоголю, ані до густини напою в традиційних одиницях вимірювання. Натомість вони відображають густину напою в стародавніх бельгійських одиницях вимірювання, які наразі практично вийшли з ужитку. 
Крім того ці числа відповідають кількості тижнів, протягом яких відбувається повторне бродіння пива після розливу у пляшки. За традиційною технологією виробництва траппістського пива напій заливається до пляшок разом з певною кількістю живих дріжджів, після чого пиво певний час доброжує при чітко дотримуваних температурах. Тож для пива Rochefort період від розлива пива у пляшки до його готовності для продажу складає в залежності від сорту 6, 8 або 10 тижнів.
- Rochefort 6 — напівтемне міцне пиво з вмістом алкоголю 7,5 %.
- Rochefort 8 — світле міцне пиво з вмістом алкоголю 9,2 %. Найпопулярніший за обсягами виробництва сорт торговельної марки.
- Rochefort 10 — темне міцне пиво з вмістом алкоголю 11,3 %. Сорт з найбільшим вімстом алкоголю і, відповідно, найнасиченішим смаком.